# Český svaz vzpírání
Český svaz vzpírání (ČSV) je národní sportovní organizací zastřešující dění ve vzpírání na území České republiky. Organizuje soutěže na českém území (mistrovství republiky, ligové soutěže družstev aj.), eviduje české rekordy ve vzpírání, vysílá reprezentanty na mezinárodní soutěže a schvaluje starty českých vzpěračů v zahraničí. Současným předsedou svazu je Ing. Dušan Kovač.

## Historie
Za datum vzniku svazu je považován rok 1893, kdy se v rámci pražské sokolské organizace vyčlenil samostatný těžkoatletický odbor.
Český vzpěračský svaz patří k nejstarším členům Mezinárodní vzpěračské federace – roku 1912 byl přijat jako teprve osmý v pořadí. Roku 1913 byl na zasedání mezinárodní federace uznán jako národní svaz a čeští vzpěrači mohli startovat pod vlastní národní vlajkou, přestože České království bylo tehdy ještě součástí Rakousko-Uherska. Československý svaz je zakládajícím členem Evropské vzpěračské federace (zal. r. 1969; Bedřich Poula).

## Organizace
Výkonná rada Českého svazu vzpírání má devět členů, je volena Valnou hromadou Českého svazu vzpírání na čtyřleté období. Aktuální složení Výkonné rady je následující (od roku 2019):
| Funkce                              | Jméno              |
| ----------------------------------- | ------------------ |
| Předseda                            | Ing. Dušan Kovač   |
| Místopředseda                       | Milan Lutter       |
| Předseda reprezentační komise       | Pavel Ivanič       |
| Předseda sportovně-technické komise | Mgr. Daniel Kolář  |
| Předseda komise rozhodčích          | Ing. Jaromír Jílek |
| Předseda mezinárodní komise         | Mgr. Petr Krol     |
| Předseda hospodářské komise         | Bc. Jan Brodský    |
| Předseda komise mládeže             | Jan Kolář          |
| Předseda organizačně-právní komise  | Tadeáš Štěpán      |

Předseda revizní komise: Ing. Tomáš Knobloch.